# تدرج سرعة

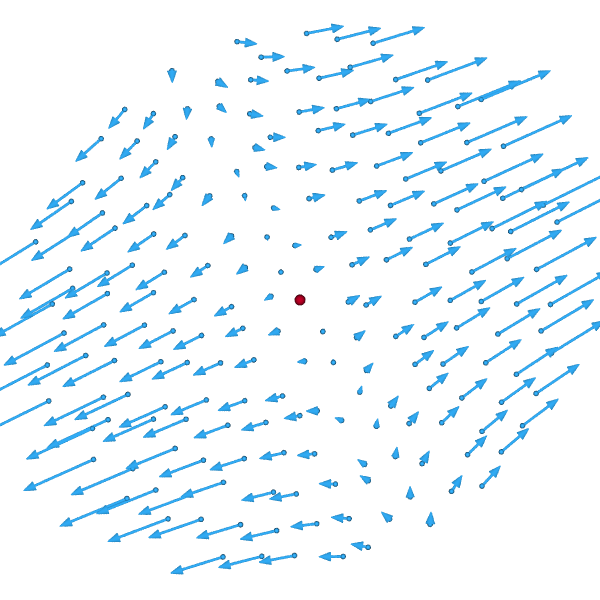
مكون متماثل (سلالة) للمصطلح الخطي لتوسع تايلور في مجال السرعة ثنائي الأبعاد

باعتبار مجال السرعة بأنه يشبه سريان مائع بداخل انبوبة وقتها يمكننا ملاحظة أن طبقة المائع المتلامسة مع سطح الانبوبة الداخلي تميل لأن تكون ساكنة وسرعتها تقترب من الصفر لتكون ثابتة مثل سطح الانبوبة الداخلي، وهذا يُدعي بوضع عدم الانزلاق.
إذا كان الفرق في سرعات طبقات المائع عند منتصف الانبوبة وعند الجوانب صغيرة جدًا فإن سريان المائع يبدو كأنه على شكل طبقات متصلة مع بعضها البعض، وهذا النوع يُدعي السريان الطبقي.
واختلاف سرعة التدفق بين الطبقات المتجاورة يمكن قياسه بدلالة تدرج السرعة من خلال العلاقة ∆u/∆y حيث:
∆u = اختلاف سرعةالتدفق بين الطبقات.
∆y = المسافة بين الطبقات.

## الأهمية
دراسة تدرجات السرعة مفيد في تحليل مسار المواد والموائع ومؤخرًا في دراسة الاجهادات والانفعالات مثل تشوف الفلزات.
وأيضًا يتم إستخدامها لدراسة وتحليل المواد الغير مشعلة والمكونات الغير كاملة الاحتراق من اللهب حيث أن اللهب الثابت أو الهادئ يحدُث عندما يكون تدرج السرعة يمنع حدوث ظاهرة التراجع العكسي في الانبوبة، لكنه لا يكون كبير كفاية ليدفع اللهب ليخرج خارج الانبوبة وهذا يؤدي لانطفاء اللهب.

## الصيغة البُعدية
من معرفتنا السابقة بأن الصيغة البعدية للسرعة هي = M0L1T−1
ومن خلال تعريف تدرج السرعة:
فإن تدرج السرعة = السرعة / المسافة
من ثم، فإن الصيغة البعدية لتدرج السرعة تكون = M0L0T−1 
وبالتالي تكون وحدة تدرج السرعة من خلال الصيغة البعدية السابقة هي s−1 طبقًا للنظام الدولي للوحدات.

## العلاقة بين إجهاد القص ومجال السرعة
إجهاد القص يتناسب طرديًا مع تدرج السرعة كما فُرض من قِبل إسحاق نيوتن
{\displaystyle \tau =\mu {\frac {\partial u}{\partial y}}}.
وثابت التناسب هنا يُسمي باللزوجة الديناميكية أو معامل اللزوجة في الاستخدام العام.